# Czajka płatkolica

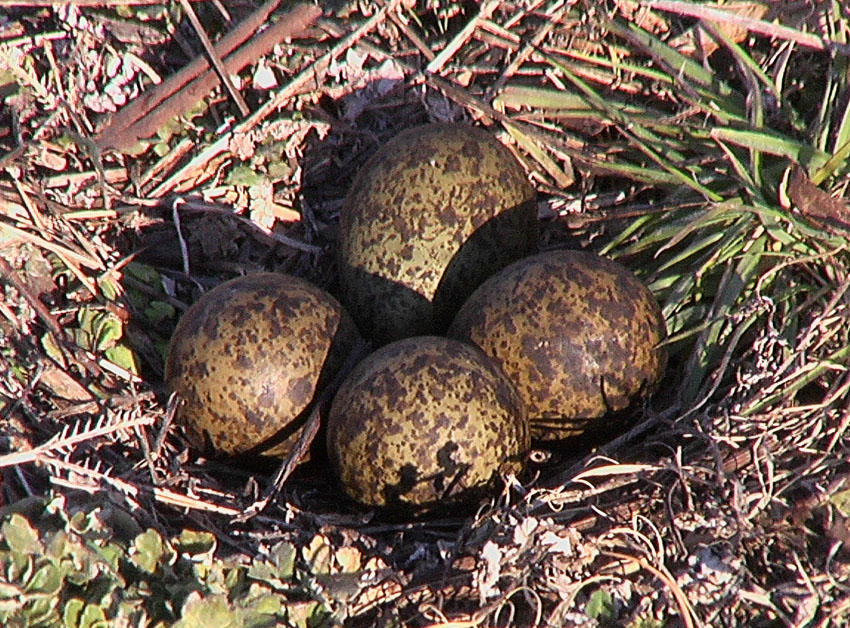
Jaja w gnieździe

Czajka płatkolica (Vanellus miles) – gatunek średniej wielkości ptaka z rodziny sieweczkowatych (Charadriidae), zamieszkujący Australię, Nową Gwineę, Wyspy Aru i Nową Zelandię. Nie jest zagrożony.

## Systematyka
Wyróżniono dwa podgatunki V. miles:
- czajka płatkolica (Vanellus miles miles) – wybrzeża Nowej Gwinei, Wyspy Aru, północna Australia;
- czajka czarnokarkowa (Vanellus miles novaehollandiae) – południowa Australia, Nowa Zelandia.

Autorzy Handbook of the Birds of the World Alive (a tym samym IUCN) uznają czajkę czarnokarkową za osobny gatunek.

## Wygląd zewnętrzny
Gatunek ten jest największym ptakiem należącym do rodziny sieweczkowatych. Ma średnio 35 cm długości i waży około 370 g. Podgatunek Vanellus miles miles ma białą szyję i duże, żółte przydatki głowowe znacznie większe u samców. Podgatunek Vanellus miles novaehollandiae ma białą szyję z czarnymi paskami po bokach i mniejsze przydatki głowowe.

## Występowanie
Czajka płatkolica jest najczęściej spotykana na obrzeżach terenów podmokłych i wilgotnych, na otwartych przestrzeniach. Może adaptować się do innych środowisk, przez co jest czasami dostrzegana na jałowych i suchych terenach. Może także występować na plażach i wybrzeżach. Podgatunek Vanellus miles novaehollandiae w latach 30. XX wieku naturalnie zasiedlił Nową Zelandię i rozprzestrzenił się na należących do niej wyspach.

## Zachowanie
Ptaki należące do tego gatunku są nieśmiałe i nieszkodliwe latem i jesienią. W trakcie okresu lęgowego mogą gniazdować na każdym skrawku odkrytej przestrzeni, nawet w miejscach takich jak miejskie parki, ogrody, parkingi czy płaskie dachy budynków. Mogą stwarzać zagrożenie dla lądujących samolotów, gdyż budują gniazda także na lotniskach. Najczęściej okres lęgowy wypada w czerwcu, czasami nieco wcześniej. Gniazdująca para broni swojego terytorium i odstrasza intruzów głośnymi odgłosami i machaniem skrzydłami, może także zaatakować niepożądanego osobnika.
Czasami, w obronie gniazda przed drapieżnikami ptak oddala się od niego, skacząc na jednej nodze – w ten sposób przyciąga uwagę do siebie. Czajka płatkolica ma dobrze rozwiniętą komunikację głosową ze swoimi pisklętami. Długie odgłosy nakazują pisklętom zbliżyć się do nawołującego ptaka, natomiast krótkie – oddalić się od niego. W obronie potomstwa atakuje głównie inne ptaki, takie jak kruki, ale także psy, koty i inne drapieżniki. Ataki na ludzi zdarzają się rzadko. Czasami podczas obrony gniazda ptak może uszkodzić sobie skrzydła, lecz jest w stanie przeżyć jako nielot aż do ich wyleczenia.
W miastach rzadko udaje mu się wychować potomstwo z racji obecności dużej ilości zwierząt domowych, ludzi i samochodów. Młode osiągają dojrzałość 4–5 miesięcy po wykluciu i zazwyczaj zostają przy rodzicach przez rok do dwóch lat. Gniazdują wtedy w grupach rodzinnych składających się z 3 do 5 osobników. Zazwyczaj jednak żyją w parach. Żerują na ziemi, żywiąc się głównie robakami i owadami.

## Status
IUCN uznaje czajkę płatkolicą i czajkę czarnokarkową za gatunki najmniejszej troski (LC – Least Concern). Trend liczebności populacji obu tych taksonów uznawany jest za wzrostowy.